# Korálovka sedlatá
Korálovka sedlatá (Lampropeltis triangulum LaCépède, 1798) je nejedovatý pestře zbarvený had z čeledi užovkovitých.

## Poddruhy
Je popsáno asi 25 poddruhů. Ty se navzájem velice liší jak zbarvením, tak i rozdílnými životními podmínkami populací z různých zeměpisných oblastí výskytu. Nejběžnější poddruh je Lampropeltis triangulum sinaloe, který obývá hlavně západní Mexiko je většinou zbarven šarlatově červeně, se střídavými světlými a černými proužky.
Tento druh hada je známý svým velmi zdařilým "napodobením" zbarvení smrtelně jedovatých hadů korálovců z čeledi Elapidae. Díky tomuto varovnému zbarvení mají korálovky větší šanci uniknout zájmu predátorů.

## Areál rozšíření
Korálovka sedlatá je rozšířena od Kanady, až po Ekvádor a dorůstá do velikosti 1–1,3 metru. Její tělo je poměrně štíhlé, hlava je malá a sotva odlišitelná od těla. Ačkoliv se jedná o živočicha aktivního spíše za soumraku a v noci, má kulaté zorničky a velké oči.

## Chov
Terárium postačuje středně velké, s písčitým substrátem, doplněné několika většími kameny jako úkryt. Nezbytná je samozřejmě miska s vodou. Teplotu udržujeme mezi 25–30 °C přes den, s poklesem až ke 20 °C v noci. Zimování je vhodné, nikoliv však nutné. Mnozí teraristé v zimním období pouze snižují teplotu na 20 °C. Přesto se zazimování doporučuje, zvláště hodláme-li hady rozmnožovat.
Korálovku chová také Zoo Ústí nad Labem, Zoo Jihlava a Zoo Brno.

## Potrava
Ačkoliv korálovky mají v přírodě poměrně pestrý jídelníček (loví malé savce, ještěry, hady i ptáky, nepohrdne ani vejcem), v teráriu vystačíme s přiměřeně velkými hlodavci.

## Rozmnožování
Páření, které probíhá na jaře po zimním klidu, je doprovázené souboji samců o samice. V červenci a srpnu snesou samice 5–10 kožovitých vajec, z nichž se po asi 60 denní inkubaci a 90% vlhkosti líhnou mladé korálovky. Měří kolem 30 cm a dobře přijímají holata myší.